# Paul Massimi
Paul Massimi est un homme politique français né le 1er septembre 1885 à Lyon (Rhône) et décédé le 27 novembre 1961 à Lyon.
Industriel à Lyon, il est député du Rhône de 1928 à 1936, inscrit au groupe radical. Il est aussi conseiller municipal de Lyon.

## Source
- « Paul Massimi », dans le Dictionnaire des parlementaires français (1889-1940), sous la direction de Jean Jolly, PUF, 1960 [détail de l’édition]